# 사탄주의

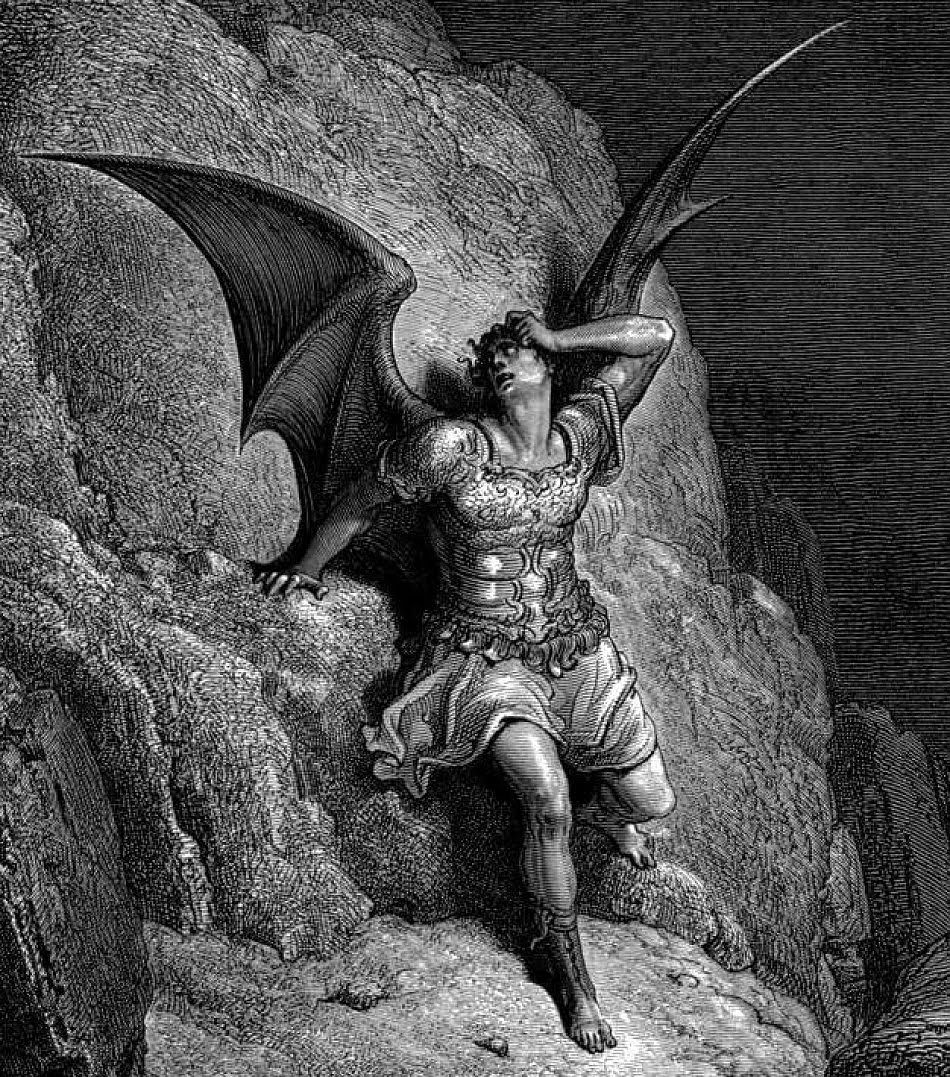
존 밀튼의 《실낙원》에 나오는 사탄을 묘사한 귀스타프 도레의 그림

사탄교(영어: Satanism 사타니즘[*]) 또는 사탄주의는 사탄을 숭배하는 종교적, 철학적인 신념과 운동이다.

## 특징
사탄교는 독립적이고 비밀스러운 성향이 있기 때문에 분류하거나 정의하기가 쉽지 않다. 하지만 일반적인 사탄교의 특징은 다음과 같다.
- 사탄은 초자연적인 힘, 신적 존재, 악마 등을 의미하며, 가장 일반적으로는 자기 자신 즉, 자아를 의미한다.
- 사탄교회의 창시자 안톤 라베이 같은 대부분의 사탄주의자는 자기 자신을 숭배하는 물질 우상주의자이다.
- 사탄이란 용어는 그 자체의 의미보다는 기독교에 대한 거부를 상징한다. 사탄주의자는 기독교를 자기비하, 자기부정, 억압, 무능이라고 본다.
- 사탄주의자는 누구의 의견이라도 자신에게 권위를 가지거나 구속력이 있다고 생각하지 않는다.
- 사탄주의자의 소신은 대체로 일치하지 않는다.
- 사탄주의자는 성경을 무시하거나 경멸하는 성향이 있다.
- 일부 사탄주의자는 영적으로 맞서는 힘(야훼와 사탄, 선과 악)이 있다고 믿으며, 그 둘을 인간이 이용할 수 있다고 믿는다. 이는 이원론으로도 알려져 있다.
- 일부 사탄주의자는 영적이 힘이 존재하지만, 그 힘은 어떤 실체나 물질에 규제당하지 않는다고 믿는다. 그 능력은 터득하는 방법을 배우면 얻을 수 있다고 여긴다.

사탄주의의 정의는 사실 다양해서 기독교에서 말하는 “여호와(야훼), 혹은 예수에게 반하는 모든 종교와 사상”일 수도 있고, 성경의 바알과 벨리알 등을 섬기는 종교일 수도 있다.
사탄교의 큰 축을 이루는 한 명으로서 안톤 라베이(미국 각지에 80개 이상의 교회와 10만 명의 신도를 거느림)가 있다. 현재 미국에는 알레이스터 크라울리를 위시한 수많은 사탄주의 단체가 있고, 라즈니쉬류의 이단 종교도 번성하고 있지만, 라베이의 "악마의 교회"가 그중 큰 세력을 형성하고 있다.

## 용어

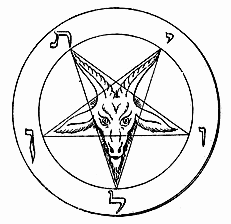
사탄교회의 상징인 오각별 안의 바포멧.

- 바포멧(Baphomet) : 성적인 탐닉과 쾌락을 상징하는 염소 머리의 신으로, 타로 카드나 다른 마법에서 사용되는 일반적인 상징이다.
- 흑마법(Black Magic) : 어떤 사람을 해하려는 목적으로 사용하는 마술.
- 피의 의식(Blood Ritual) : 피는 생명과 힘을 상징하므로, 이를 얻기 위해 제식에 사용된다.
- 코븐(Coven) : 함께 마술을 행하고 숭배하는 마녀의 집단. 대체로 13명 미만이며, 몇몇 사탄주의자는 자신들의 집단을 코븐이라 부른다.
- 초혼(Evocation) : 집행자로부터 힘을 끌어내는 의식.
- 인큐버스(Incubus) : 여자를 유혹해 성교를 한다는 악마.
- 왼손의 방침(Left-hand path) : 다른 사람에게 해를 끼치는 신비주의자나 사탄주의자를 가리키는 말.
- 마법의 원(Magic Circle) : 다른 차원의 세계와 소통하기 위해 의식에서 사용되는 원형.
- 펜타클(Pentacle) : 원형이나 고리 안의 오각별.
- 펜타그램(Pentagram) : 주술이나 사탄주의의 공통된 상징인 오각별. 사탄주의에서는 별이 아래를 향한다.
- 서큐버스(Succubus) : 남자와 성교를 하는 악마.

## 역사

### 성서
사탄은 창세기 3장 1~4절에서 처음 나타나는데, “여호와 하나님의 지으신 들짐승 중에 뱀이 가장 간교하더라…”라고 하였다. 많은 신학자는 이 뱀이 사탄을 말하는 것이라 본다. 성경에 등장하는 사탄은 인간을 죄로 유혹하는 역할이었다.
사탄은 대체로 야훼가 창조한 천사로 본다. 사탄이 하와에게 죄를 짓도록 유혹할 때 이미 사탄은 악했으므로, 그 전에 야훼에 대해 반란을 일으킨 것이다. 사탄의 타락은 누가복음 10장 18절에 나타나 있는데, “예수께서 이르시되 사탄이 하늘로서 번개같이 떨어지는 것을 내가 보았노라.”라고 하였다. 요한계시록 12장 7~17절과 마태복음 25장 41절에 따르면, 사탄은 타락한 천사들과 마귀들의 대장이며, “거짓의 아비”(요한복음 8장 44절), “의인을 비난하는 자”(욥기 1장 6~12절)로 불린다.

### 초기 기독교
성경에는 사탄에 대해 자세한 묘사나 설명이 없었으므로, 기독교는 사탄에 대한 교리를 오랫동안 만들어 왔다. 하지만 이는 기독교를 전파하는 것에 비해 중요하지 않았다. 교회는 타락한 천사와 마귀가 동일한 존재라고 주장하지 않았다. 신약시대에서 사도의 시대로 옮겨 오면서, 많은 신학자가 마귀와 타락한 천사가 같은 의미라고 생각했다. 그 시절에는 기독교와 사탄의 관계를 이해하면서 사탄을 숭배하는 사람이나 집단은 없었다.

### 중세
기독교는 이교도, 이단에 대한 대응으로 논리적인 신학을 발전시키며 사탄에 대한 교리를 만들어냈다. 사탄에 대한 철학적 기반은 아우렐리우스 아우구스티누스의 우화에 의해 만들어졌다. 563년의 브라가(Braga) 종교 회의 때는 사탄은 야훼와 동등한 위치에 있는 존재가 아니며, 야훼의 창조물로 능력이 제한된다고 주장하는 프리실리안(Priscillian)의 이원론자들을 반대했다. 교황 그레고리오 1세는 초대 교회 원로들의 성경적 마귀론을 강조하였다. 그는 사탄이 천사장이었으며 타락 이전에는 서열이 가장 높았다는 성직자들의 공통된 의견을 공식적으로 인정했다. 모든 불신앙은 사탄을 따라가는 것이므로, 모든 이교도는 사탄의 영향 아래 있다고 보았다. 기독교에서는 이교도를 세례 교인으로 만들기 전에 교리문답, 복음강해, 악령퇴치의식 등으로 사탄의 영향에서 벗어나게 하려 하였다. 하지만 민간요법, 미신 등은 그 자체를 사탄적이라고 간주하지 않았다.

### 스콜라 철학
이성에 의한 비판에 사상의 초점을 맞춘 스콜라 철학자들은 성경을 바탕으로 한 초기의 사탄 논쟁에서 벗어나 복잡한 신학적 관념을 발전시켰다. 성경에는 천사나 사탄에 대한 내용이 거의 없기 때문에, 사탄에 관한 논쟁은 추론적인 성향이 있다. 전과 달리, 인간의 도덕적, 영적 사건에서의 사탄의 역할은
캔터베리 대주교 안셀무스는 그의 논문 〈악마의 타락〉에서 악을 무(無)의 의미로 보았다. 안셀름의 악에 대한 이론은 아우구스티누스의 이론을 확장한 것이다. 따라서 그는 악을 두 가지 의미로 결핍된 상태로 정의했다.
- 창조된 존재에 대한 신의 완성의 결핍
- 반드시 소유해야 할 특성 가운데 있는 어떤 부분의 결핍

그는 신학적인 관점에서 전지전능한 야훼가 어떻게 사탄, 인간을 악하게 하는 원인이 아닌가에 대해 예정론과 자유 의지론의 문제점의 해답을 찾고자 했다. 안셀무스는 사탄이 야훼의 아래서 정해진 한도 내에서만 활동하며, 인간을 독점할 수 있는 권리는 없다고 주장했다.
페트루스 아벨라르두스는 신학적인 논제를 종합하여 조직화했다. 그는 사탄이나 그의 부하 천사들은 본질적으로 선하게 창조되었고(boni), 그들은 선천적으로 악(mali)하거나 저주(miseri) 받지 않았지만, 그들은 선(beati)이 확증되지 않았기 때문에 죄를 짓게 된 것이라고 주장했다.
카타리파 신도(Catharian)들은 선과 악 사이에는 끝이 없고, 어느 한 쪽도 승리할 수 없다는 이원론을 주장했다. 그들은 세상을 사탄이 창조하고 지배하고 있으며, 사실 야훼는 사탄이고, 그리스도는 육체를 가지지 않았다고 말했다. 인간의 육체는 악이며, 죽음으로 육체를 떠나 야훼와 함께하는 영적 현실로 돌아간다는 것을 인정해야 구원을 성취할 수 있다고 말한다.
토마스 아퀴나스는 지옥을 장소라기보다는 “하나님의 통치에서 벗어난 상태”로 보았다. 그는 악마가 일시적인 형태(서큐버스, 인큐버스)를 취해 성적으로 유혹하는 것이 가능하다고 믿었으며, 또한 악마는 하늘을 날 수 있다고 생각했다.

### 마녀사냥
마녀사냥은 사탄주의, 신비주의와 깊은 관련이 있다. 자세한 내용은 마녀사냥 문서를 참조하라.

### 근대
근대 사탄주의의 근본에는 반도덕주의가 있었다. 이 사상은 종교 개혁 때 몇몇 지식인과 귀족로부터 시작되었다. 많은 사람은 종교를 하찮게 여기거나, 경멸하기도 하였다. 기독교를 경멸하고 적대시하던 일부 사람은 세속적인 협회를 만들었는데, 그들은 인간 자율성을 찬미하고 교회와 신앙을 조롱했다. 교회를 조소하는 최초의 문학가는 프랑스의 신부였던 프랑수아 라블레로 알려져 있는데, 그는 가톨릭과 칼빈주의에 반대하여 스토아 철학을 받아들였다. 그의 사상은 소설 《가르강튀아》(Gargantua)에 잘 나타나 있다. 그는 알레이스터 크라울리가 한 말로 알려져 있기도 한 “네가 원하는 것을 하라.”로 유명한데, 이는 쾌락, 즉 텔레마(Thelema)를 추구하는 그의 상상 속의 도시인 텔렘 대수도원(Abbaye de Thélème)의 표어이다. 텔렘은 아우구스티누스의 “신의 도시”와 반대되는 개념이다. 그는 그가 상상하는 도시를 다음과 같이 묘사했다.
그들의 전반적인 생활은 법률, 법령, 혹은 규정으로 통제되지 않았으며, 그들의 자유의지와 쾌락에 따랐다. 그들은 그들이 원할 때 침대에서 일어났고, 그들이 원할 때 마시고 먹고 일하고 잤다. 아무도 그들을 부리지 않았으며, 아무도 그들에게 먹거나 마시거나 그 어떤 것이라도 강요하지 않았다. … 그들의 규정에는 오직 한 가지 조항이 있었다. “당신이 원하는 것을 하라.”— 프랑수아 라블레

반도덕주의와 관련된 집단은 다양했는데, “메드멘햄(Medmenham)의 수도사들”이란 이름을 가진 17세기의 유럽 지식인 협회는 도박 및 향연, 음주, 고급 매춘부와 성적인 게임을 했다. 18세기와 19세기에 존재했던 “지옥불 협회”(Hell-Fire Club) 회원들은 텔렘과 메드멘헴의 수도사를 따랐으며, “흑색의 미사”(Black Mass)와 같은 종교적인 의식이나 음주와 난교를 즐겼다. 다른 집단에는 에드먼드 컬(Edmund Curll), 프렌시스 데시우드경(Sir Francis Dashwood), 그리고 존 몬테그(John Montague), 샌드위치 백작(The Earl of Sandwich) 같은 지식인이 참여했다. 이들은 계몽적이고 무신론적인 지식인 집단이었다.

### 현대
현대 사탄주의는 알레이스터 크라울리에 기반을 두었으며, 안톤 라베이가 사탄교회를 설립하면서 본격적으로 체계화되기 시작했다.
또, 상당수가 극좌 성향의 단체를 지지하기도 했다.

## 사탄교의 구성이 되는 악마
사탄교를 구성하는 악마는 원래 신의 대천사, 참모, 지방관, 그들의 부하였지만 신에게 반란을 일으켰다가 패배하여 추방된 타락천사이다.

### 수뇌부
- 사탄 - 지옥제국의 황제이며, 총 통치자, 천국에서 북쪽 지역을 다스리던 실력자로서, 신에게 반란을 일으켰다가 대천사 미카엘과 맞대결하여 패배한 뒤에 추방되었다.
- 릴리트 - 사탄의 아내이자 몽마녀의 여왕
- 루시퍼 - 악마제국을 실질적으로 움직이는 실력자이자 사탄 제국의 대법관, 부왕으로서 사탄의 대리 역할도 겸하고 있다. 항상 사탄의 왕권을 노리고 있다.
- 아스타로트 - 중부 유럽에 성을 갖고 있는 악마의 대공작, 지옥제국의 군권을 장악하고 있다. 거대한 박쥐를 타고 다니며 초과학적인 발명의 대가.
- 베엘제붑 - 지옥제국의 최고장관이며, 사탄의 최고위 참모. 파리 교단의 창시자로 속칭 파리대왕이라 불리며, 기본적으로 인간의 형태이나 파리로 변신할 수 있다. 파리의 모습일 때는 날개에 해골 마크로 구분된다. 자신의 몸 크기와 모든 병을 자유로이 통제할 수 있는 능력이 있다.

### 내각
- 루키후그 - 악마왕국의 총리대신, 사탄의 측근에서 《악마법전》에 따라 악마법을 어긴 악마를 재판하고, 여러 행정적인 업무를 담당한다. 아울러 재정도 맡아보고 있다.
- 마르베스 - 항상 루시퍼와 같이 붙어있는 지옥제국의 부총리, 일반적으로 사자의 모습을 하고 있으며, 훌륭한 정보망과 변신 능력을 소유하고 있다.
- 아미 - 도깨비 불 형태를 하고 있다. 지옥제국 전체에서 최고의 과학 지식을 소유한 4차원 악마.
- 아가레스 - 악어를 타고 다니며 지진을 일으킨다. 배반한 악마의 마력을 박탈하여 잡아들이며 인간들을 미치게 하는 능력을 소유하고 있다.
- 레오나르 - 마녀 집회의 총감독, 마술과 흑마법 마술사의 총감독이며, 커다란 숫염소의 모습을 하고 나타나 마녀 집회를 주재한다. 그의 외모는 머리에 뿔이 세 개 돋아 있고, 귀는 여우귀이며, 수염이 난 머리가 둘 있으며, 마녀는 뒤쪽에 있는 머리에 입을 맞춘다.
- 위리놈 - 죽음의 왕자. 검은 색인 그의 몸은 늑대가 이빨로 물어뜯은 상처투성이며, 일부는 여우의 살갗으로 덮여 있다. 그는 시체를 뼈만 남기고 다 먹어치운다.
- 바알베리트 - 주교회의 의장. 지옥 고문서 보관소 소장 겸 사무총장의 직책을 가지고 있다.

### 참모 본부
- 네비로스 - 악마군단의 원수. 모든 물질의 장단점을 파악하고 있다
- 안드레알 - 공작의 모습을 날아다닌다. 우주의 모든 별의 위치와 지리에 밝으며, 여러 새의 형태로 변할 수 있다.
- 그래시아라포라스 - 개의 모습을 하고 있는 살인 학교의 총책임자, 모든 예술에 능하며, 안개처럼 증발하는 능력을 소유하고 있다.
- 나베리우스 - 심리전의 전문가. 적을 혼란시키는 데 탁월한 능력을 발휘한다.
- 카임 - 스파이 업무를 총괄하는 장관, 새의 날개와 고양이의 눈, 큰 귀를 가지고 있다.
- 가마진 - 말의 형태를 한 괴수를 타고 다닌다. 온 세상의 범죄자와 그 죄상을 파악하고 있으며, 영을 소환하여 진상을 파악하는 능력을 지니고 있다.

### 각국 대사
- 벨페고르 - 프랑스 대사. 발견의 악마. 젊은 여성으로 변신하여 부자로 만들어 주겠다며 남자를 유혹한다.
- 맘몬 - 영국 대사. 탐욕과 부, 부정의 악마이기도 하다. 그가 즐겨 머무는 곳은 전 세계의 화폐 시장이다.
- 벨리알 - 이탈리아 대사. 남색의 악마이며, 가장 음탕하고 또 그만큼 가장 매력적이다. 필로타누스라는 이름을 가진 비서와 함께 다니며 인간에게 남색을 저지르라고 부추긴다.
- 림몬 - 러시아 대사이자 지옥 최고의 명의
- 타무즈 - 스페인 대사이자 대포의 발명가. 그의 전문 분야는 불꽃과 석쇠, 사랑의 열정이다.
- 위르겡 - 터키 대사
- 마르티네 - 스위스 대사, 마법사를 데리고 다니며 마법사는 무슨 일을 하든지 반드시 그의 동의를 얻어야 한다.

### 왕 직속의 시종부
- 베르들레 - 의전장(儀典長). 마녀를 마녀 집회에 데려다 주는 일을 맡고 있다.
- 쉬코르 베노트 - 벨제뷔트의 후궁에 거주하는 환관의 우두머리, 프로세르핀의 총애를 받고 있다. 질투와 빗장, 철책의 악마.
- 샤모스 - 시종장, 파리 교단의 일등훈장 수훈자, 아첨의 악마.
- 멜콤 - 악마의 회계관, 악마 수뇌부 출신이 아닌 일반 악마 중에 선발된 인원이다.
- 니스로크 - 벨제뷔트의 주방장. 식도락의 악마, 인간과 악마 모두로부터 호평을 받는다.
- 베헤모스 - 왕궁의 술 책임자로서 술 다르는 직분도 맡고 있다, 욥기에 따르면, 베헤모스는 레비아탄의 남편이며 삼나무만큼이나 단단한 꼬리와 허리를 가지고 있다고 한다. 그가 맡고 있는 분야는 뱃속을 즐겁게 해주는 식도락이다. 지옥의 1111개의 군단 총사령관, 즉 최극 지휘관이다. 묵시록에서는 그가 사탄의 권세를 받은 짐승이라고 전해진다.
- 다곤 - 지옥 왕실의 빵을 굽는다. 펠리시테인들은 그가 농경술을 발견했다고 여긴다.
- 뮐렝 - 벨제뷔트의 개인 시종장.

### 그밖에 주요 악마
- 바알 - 지옥군 총사령관이자 대공, 파리 교단의 최고훈장 수훈자.
- 레비아탄 - 지옥군의 해군대장, 파리 교단의 일등훈장 수훈장이자, 사람들에게 거짓말하는 법과 허세 부리는 법을 가르친다. 베히모스의 아내.
- 아스모데우스 - 유흥관의 총지배인, 실수와 거짓, 방탕의 악마이며, 공예와 기하도 담당하고 있다. 머리가 셋 달린 뱀의 형상을 하고 있으며, 기러기처럼 생긴 다리를 가지고 있다.
- 뮈르뮈르 - 음악의 악마. 지옥제국의 백작, 수많은 나팔수를 앞세우고 독수리를 탄 키 큰 군인의 형상으로 나타난다.
- 메피스토펠레스 - 독일의 대문호 괴테의 파우스트에 등장해 유명해진 악마. 과학자이며 동시에 마법사로 두 분야 모두에 탁월한 식견을 가지고 있다.
- 몰로크 - 눈물 나라의 왕. 파리 교단의 최고훈장 수훈자.[1]

## 사탄주의자
- 안톤 라베이
- 알레이스터 크라울리

## 같이 보기
- 마법
- 신비주의
- 악마주의
- 적그리스도
- 사탄교회

## 참고 문헌
- 《Satanism》(Bob & Gretchen Passantino, 1995)
- 《The Satanic Bible》(Anton Szandor LaVey, 1969)